# Altre latitudini
Albums de Gianmaria Testa
Il valzer di un giorno
(2000) Da questa parte del mare
(2006)
Altre latitudini est un album de Gianmaria Testa paru le 24 octobre 2003 sur le label Le Chant du Monde chez Harmonia Mundi. L'album fut classé à la 105e position des ventes en France.

## Liste des titres de l'album
Sauf mention les compositions et les textes sont de Gianmaria Testa :	 
1. Preferisco cosi
2. Il meglio di te
3. Dentro al cinema
4. Solo per dirti di no
5. Tuareg
6. Come di pioggia
7. Veduta aerea
8. Voce da combattimento
9. Nient'altro che piori
10. Sei la conchiglia (textes de Pier Mario Giovannone)
11. Una lucciola d'agosto
12. Potrai
13. ’Na stella avec Rita Marcotulli (textes de Fausto Mesolella)
14. Altre latitudini
15. Preferisco cosi (instrumental)

## Musiciens ayant participé à l'album
- Gianmaria Testa : chant et guitare
- Enzo Pietropaoli : contrebasse
- Philippe Garcia : batterie
- Mario Brunello : violoncelle
- Carlo de Martini : violon
- Gianpiero Malfatto: tuba
- David Lewis : trombone
- Gabriele Mirabassi : clarinette